# Joren Dehond
Joren Dehond (België, 8 augustus 1995) is een Belgische voetballer die momenteel als aanvaller uitkomt voor Tempo Overijse in de derde afdeling.

## Clubcarrière
Dehond begon te voetballen bij Ramsel FC en kwam via SC Aarschot terecht bij de jeugd van OH Leuven. Tijdens de voorbereiding van het seizoen 2011-2012 werd hij op 15-jarige leeftijd opgenomen in de A-kern van de neo-eersteklasser. Enkele maanden later, op 22 oktober 2011, maakte hij zijn debuut op het hoogste voetbalniveau in België. Hij mocht zes minuten voor tijd invallen in de met 2-0 verloren wedstrijd op het veld van Cercle Brugge. Door op zo'n jonge leeftijd te debuteren is hij een van de jongste spelers in eerste klasse ooit. Hij bleef bij de Leuvenaars tot 2014, in een periode van drie seizoenen speelde hij 18 wedstrijden en scoorde hij 11 doelpunten. Na zijn tijd bij OH Leuven trok de nog altijd maar 19-jarige voetballer naar KV Woluwe-Zaventem dat in tweede klasse uitkwam. Daar speelde hij in zijn eerste seizoen maar liefst 28 wedstrijden en scoorde hij 1 doelpunt. In het seizoen daarop werd hij uitgeleend aan KFC Oosterzonen voetballend in derde klasse, daarin speelde hij 29 wedstrijden en kwam hij 3 keer tot scoren. In 2016 trok hij definitief naar de Antwerpse voetbalclub. Maar een jaar later verhuisde de inmiddels 22-jarige speler naar provinciegenoot KVV Vosselaar waar hij het ook maar een seizoen volhield. Want in 2018 transfereerde Joren Dehond naar het Vlaams-Brabantse Olympia SC Wijgmaal. In het begin had hij het erg moeilijk want hij moest maar liefst negen maanden revalideren nadat zijn Achillespees volledig afscheurde. Hij knokte terug en scoorde bij de club in totaal 4 doelpunten in 21 gespeelde wedstrijden. Maar op het einde van het seizoen transfereerde hij opnieuw, naar provinciegenoot Tempo Overijse, daar tekende hij een contract tot 30 juni 2021.

## Internationale carrière
Joren Dehond debuteerde op 25 oktober bij de Belgische U17 in een wedstrijd tegen Oekraïne. Zijn eerste internationale doelpunt maakte hij ook voor dit team op 23 maart 2012 tijdens een wedstrijd in en tegen Hongarije, in totaal verzamelde Dehond 9 caps bij de U17 tussen 2011 en 2012. Op 2 oktober 2012 debuteerde hij voor de Belgische U18 in een wedstrijd tegen Slowakije, zijn land verloor wel maar Joren wist een doelpunt te maken in zijn debuutwedstrijd. Zijn tweede doelpunt maakte hij op 9 april 2013 in zijn vierde en laatste wedstrijd voor de U18. Voor de Belgische U19 speelde Joren Dehond maar één wedstrijd, een gewonnen wedstrijd in en tegen Tsjechië op 13 augustus 2013.

## Statistieken
| Competitie         | Seizoen         | Club                | Competitie | Competitie | Play-off I | Play-off I | Play-off II | Play-off II | Play-off III / Eindr. | Play-off III / Eindr. | Beker | Beker | Totaal | Totaal |
| Competitie         | Seizoen         | Club                | Wed.       | Dlp.       | Wed.       | Dlp.       | Wed.        | Dlp.        | Wed.                  | Dlp.                  | Wed.  | Dlp.  | Wed.   | Dlp.   |
| ------------------ | --------------- | ------------------- | ---------- | ---------- | ---------- | ---------- | ----------- | ----------- | --------------------- | --------------------- | ----- | ----- | ------ | ------ |
| Eerste klasse      | 2011-12         | Oud-Heverlee Leuven | 3          | 1          | -          | -          | 2           | 1           | -                     | -                     | 1     | 0     | 5      | 2      |
| Eerste klasse      | 2012-13         | Oud-Heverlee Leuven | 6          | 3          | -          | -          | 2           | 2           | -                     | -                     | 1     | 1     | 8      | 5      |
| Eerste klasse      | 2013-14         | Oud-Heverlee Leuven | 3          | 2          | -          | -          | -           | -           | -                     | -                     | 2     | 2     | 5      | 4      |
| Tweede klasse      | 2014-15         | KV Woluwe-Zaventem  | 26         | 1          | -          | -          | -           | -           | -                     | -                     | 2     | 0     | 28     | 1      |
| Tweede amateurliga | 2015-16         | KFC Oosterzonen     | 31         | 6          | -          | -          | -           | -           | -                     | -                     | -     | -     | 31     | 6      |
| Eerste amateurliga | 2016-17         | KFC Oosterzonen     | 29         | 3          | -          | -          | -           | -           | -                     | -                     | -     | -     | 29     | 3      |
| Tweede amateurliga | 2017-18         | KVV Vosselaar       | 17         | 1          | -          | -          | -           | -           | -                     | -                     | -     | -     | 17     | 1      |
| Tweede amateurliga | 2018-19         | Olympia Wijgmaal    | 6          | 0          | -          | -          | -           | -           | 2                     | 2                     | -     | -     | 8      | 2      |
| Tweede amateurliga | 2019-20         | Olympia Wijgmaal    | 20         | 2          | -          | -          | -           | -           | -                     | -                     | 1     | 0     | 21     | 2      |
| Derde afdeling     | 2020-21         | Tempo Overijse      | -          | -          | -          | -          | -           | -           | -                     | -                     | -     | -     |        |        |
| Carrière totaal    | Carrière totaal | Carrière totaal     | 141        | 19         | 0          | 0          | 4           | 3           | 2                     | 2                     | 7     | 3     | 152    | 26     |